# Reiner Liese
Reiner Liese (ur. 2 listopada 1943 w Warburgu) – niemiecki lekkoatleta, skoczek o tyczce. W czasie swojej kariery reprezentował Republikę Federalną Niemiec.
Na pierwszych europejskich igrzyskach halowych w 1966 w Dortmundzie zdobył brązowy medal w skoku o tyczce. Pokonali go jedynie Hennadij Błyznecow ze Związku Radzieckiego i Rudolf Tomášek z Czechosłowacji. Na kolejnych europejskich igrzyskach halowych w 1967 w Pradze Liese zajął 6. miejsce.
Był halowym mistrzem RFN w skoku o tyczce w 1966 i 1967.